# Akira Kushida
Akira Kushida (japanska: 串田 アキラ, född 串田 晃, Kushida Akira), född 17 oktober 1948 i Yokohama i Kanagawa prefektur, är en japansk vokalist som är känd för sina soundtrack till olika anime- och tokusatsuproduktioner (superhjältedraman), mest framstående är Taiyou Sentai Sun Vulcan, Kinnikuman och Uchuu Keiji Gavan.

## Karriär
Kushida debuterade vid skivbolaget EMI Music japan med låten Karappo no seishun (からっぽの青春). Han gjorde en audition i musikprogrammet Stage 101 och blev därefter antagen i gruppen Young 101.

## Verk

### Anime
Kushida sjungit ledmotivet till flera animeserier, bland annat till serien Kinnikuman och tre tillhörande långfilmer.
- Hurricane Xabungle (疾風ザブングル Shippū Zabunguru?) (Combat Mecha Xabungle öppningstema - 1981)
- Kinnikuman Go Fight! (キン肉マンGo Fight!?) (Kinnikuman första öppningstemat - 1983)
- Niku 2x9 Rock n' Roll (肉・2×9・Rock'n Roll, Niku Niku Rock'n Roll?) (Kinnikuman första ändelsetemat - 1983)
- Blazing Kinnikuman (炎のキン肉マン Honō no Kinnikuman?) (Kinnikuman andra öppningstemat - 1984)
- Kinnikuman Sensation (キン肉マン旋風(センセーション) Kinnikuman Sensēshon?) (Kinnikuman sista öppningstemat - 1986)
- Fissured Sky! Academy Special Investigator Hikaruon (裂空！学園特捜ヒカルオン Rekkū! Gakusen Tokusou Hikaruon?) (öppningstema)
- Raven Goblin Kabuto (カラス天狗カブト Karasu Tengu Kabuto?) (KA·BU·TO öppningstema - 1990)
- God and Spirit Combination Godannar!! (神魂合体ゴーダンナー!! Shinkon Gattai Gōdannā!!?) (Godannar öppningstema - 2003)

### Datorspel
- Susaburu Tamashii!! (Super Robot Wars Alpha öppningstema - 2000; duett med Ichirou Mizuki)
- TIME DIVER (Super Robot Wars Alpha inläggstema - 2000)
- You Are a Flash ☆ THUNDERBOLT (君は閃光☆THUNDERBOLT Kimi wa Senkō ☆ Sandāboruto?) (Super Tokusatsu Taisen 2001 öppningstema - 2001)

### Tokusatsu
Kushida har medverkat i sånger i över 20 olika tokusatsu. 

#### Taiyou Sentai Sun Vulcan(1981)
- Solar Squadron Sun Vulcan (太陽戦隊サンバルカン Taiyō Sentai San Barukan?) (öppningstema)
- Theme of Battle (たたかいのテーマ Tatakai no Tēma?)
- Fight! Sun Vulcan Robo (ファイト! サンバルカンロボ Faito! San Barukan Robo?)
- On Wings of Dreams (夢の翼を Yume no Tsubasa o?)
- Our Sun Vulcan (ぼくらのサンバルカン Bokura no San Barukan?)
- Youth is Plasma (若さはプラズマ Wakasa wa Purazuma?) (utro 1)
- 1 Plus 2 Plus Sun Vulcan (1たす2たすサンバルカン Ichi Tasu Ni Tasu San Barukan?) (utro)
- Fighting Allies Sun Vulcan (戦う仲間サンバルカン Tatakau Nakama San Barukan?)

#### Uchuu Keiji Gavan(1982)
- Space Sheriff Gavan (宇宙刑事ギャバン Uchū Keiji Gyaban?) (öppningstema)
- Run! Gavan (走れ! ギャバン Hashire! Gyaban?)
- Chase! Gavan (チェイス! ギャバン Cheisu! Gyaban?)
- Lightning Speed Gavan -Disco Gavan- (電光石火ギャバン -Disco Gavan- Denkōsekka Gyaban -Disuko Gyaban-?)
- Evaporate! Gavan (蒸着せよ! ギャバン Jōchaku Seyo! Gyaban?)
- Super Hero, Our Gavan (スーパーヒーローぼくらのギャバン Sūpā Hīrō Bokura no Gyaban?)
- Message from the Starry Sky (星空のメッセージ Hoshizora no Messēji?) (utro)

#### Uchuu Keiji Sharivan(1983)
- Space Sheriff Sharivan (宇宙刑事シャリバン Uchū Keiji Shariban?) (öppningstema)
- Spark! Sharivan (スパーク! シャリバン Supāku! Shariban?)
- Yeh! Sharivan (Yeh! シャリバン Iē! Shariban?)
- SON OF SUN ~Son of Sun~ (SON OF SUN ~太陽の息子~ San Obu San ~Taiyō no Musuko~?)
- Super Dimensional Battleship Grand Birth (超次元戦斗母艦グランドバース Chō Jigen Sentō Bokan Gurando Bāsu?)
- Strength is Love (強さは愛だ Tsuyosa wa Ai da?) (utro)

#### Uchuu Keiji Shaider(1984)
- Space Sheriff Shaider (宇宙刑事シャイダー Uchū Keiji Shaidaa?) (öppningstema)
- Hunter of Justice (正義のハンター Seigi no Hantā?)
- Sinter! Shaider (焼結せよ! シャイダー Shōketsu Seyo! Shaidā?)
- Blue Lightning (青いイナズマ Aoi Inazuma?)
- Song of the Vavilos (バビロス号の歌 Babirosu-Gō no Uta?)
- Hello! Shaider (ハロー! シャイダー Harō! Shaidā?) (utro)

#### Birth of the 10th! Kamen Riders All Together!!(1984)
- Dragon Road (ドラゴン・ロード Doragon Rōdo?) (öppningstema)
- FORGET MEMORIE'S (utro)

#### Kyojuu Tokusou Juspion(1985)
- Powerful Fighter Juspion (パワフルファイター・ジャスピオン Pawafuru Faitā Jasupion?)
- Super Planetary Battleship Daileon (超惑星戦斗母艦ダイレオン Chō Wakusei Sentō Bokan Daireon?)
- That Dazzling Guy (まぶしいあいつ Mabushii Aitsu?)

#### Sekai Ninja Sen Jiraiya(1988)
- Jiraiya (ジライヤ Jiraiya?) (öppningstema)
- Jiraiya Present! (磁雷矢参上! Jiraiya Sanjō!?)
- Shining Wind (光る風 Hikaru Kaze?)
- Hunters of the Dark ~ Theme of the Ghosts (闇の狩人~妖魔のテーマ Yami no Karyūdo ~ Yōma no Tēma?)
- Roar, Magneto-Optical Vacuum Sword (うなれ磁光真空剣 Unare Jikō Shinkū Ken?)
- The Echoing Voice From the Sky (空からひびく声 Sora Kara Hibiku Koe?)
- Paradise is There (そこにパラダイス Soko ni Paradaisu?)
- SHI-NO-BI '88 (utro)

#### Kidou Keiji Jiban(1989)
- Mobile Detective Jiban (機動刑事ジバン Kidō Keiji Jiban?) (öppningstema)
- Roar, Jiban! (吠えろジバン! Hoero Jiban!?)
- Perfect Jiban (パーフェクトジバン Pāfekuto Jiban?)
- Song of Jiban's Three Great Mecha (ジバン3大メカの歌 Jiban San Dai Meka no Uta?)
- The Bioron Army Appears! (バイオロン軍団現わる! Baioron Gundan Arawaru!?)
- Tomorrow's Forecast is Always Sunny (未来予報はいつも晴れ Ashita Yohō wa Itsumo Hare?) (utro)

#### B-Robo Kabutack(1997)
- Thunder of Judgement ~Captain Tonborg's Theme~ (さばきの雷~キャプテントンボーグのテーマ~ Sabaki no Ikazuchi ~Kyaputen Tonbōgu no Tēma~?)
- Super Dream 13

#### Hyakujuu Sentai Gaoranger(2001)
- a lone wolf ~Warrior of Silver~ (a lone wolf~銀の戦士~ a rōn urufu ~Gin no Senshi~?)

#### Ninpuu Sentai Hurricaneger(2002)
- Wind & Thunder

#### Bakuryuu Sentai Abaranger(2003)
- ABARE-SPIRIT FOREVER
- Feeling is MAX! (気分はMAX! Kibun wa MAKKUSU!?)
- We are the One ~We are the One~ (We are the One~僕らはひとつ~ Wī Aru Zā Wan ~Bokura wa Hitotsu~?) (utro)

#### Jushi Sentai France Five(2004)
- Musketeers Squadron France Five (銃士戦隊フランスファイブ Jūshi Sentai Furansu Faibu?) (öppningstema)

#### Mahou Sentai Magiranger(2005)
- Song For Magitopia (tillsammans med Ichirou Mizuki och Hironobu Kageyama)

#### Speed Phantom(2005)
- Go! Go! Speed Phantom (GO!GO!スピードファントム GO! GO! Supīdo Fantomu?) (öppningstema)

#### GoGo Sentai Boukenger(2006)
- FLY OUT! ULTIMATE DAIBOUKEN
- Legends (伝説 Densetsu?) with Takayuki Miyauchi & MoJo for GoGo Sentai Boukenger vs. Super Sentai

#### Lion-Maru G(2006)
- Oh Wind, Oh Light (風よ光よ Kaze yo Hikari yo?) (öppningstema)

#### Juken Sentai Gekiranger(2007)
- Ossu! GekiChopper! (押忍!ゲキチョッパー! Ossu! Gekichoppā!?) (figurtema)

#### Engine Sentai Go-onger(2008)
- G12! Checker Flag (Ｇ１２！チェッカーフラッグ Jī Tuerubu! Chekkā Furaggu?)

#### Samurai Sentai Shinkenger(2009)
- Samurai Gattai! Shinkenoh! (侍合体！シンケンオー！ Samurai Gattai! Shinken'ō!?)

#### Tensou Sentai Goseiger(2010)
- Festival (フェスティバル Fesutibaru?)